# Alvenius Industrier
AB Alvenius Industrier, Eskilstuna, är en tillverkare och leverantör av stålrörssystem. Företaget har försäljningskontor över hela världen, bl.a. har rörsystem levererats till Eurotunneln (tunneln mellan Frankrike och Storbritannien), internationella gruvbolag och skidorter. Alvenius Industrier ingår som ett helägt dotterbolag i den privatägda Boxholms AB-koncernen.
Alvenius grundades 1951 i Eskilstuna. Tidigt startade man tillverkning och levereranser av stålrörssystem till gruvindustrin. Under slutet av 1960-talet började man även leverera rörsystem till snökanoner. Sedan 1990 ingår Alvenius Industrier i Boxholms AB.